# Tarzan (film, 2016)
Pour les articles homonymes, voir Tarzan (homonymie).
Pour plus de détails, voir Fiche technique et Distribution.
Tarzan, ou La légende de Tarzan au Québec (The Legend of Tarzan) est un film d'aventure américain coproduit et réalisé par David Yates, sorti en 2016. Il s'agit du 48e film portant à l'écran le personnage créé par Edgar Rice Burroughs, depuis 1918.
Alexander Skarsgård est le 21e acteur à interpréter Tarzan au cinéma, tandis que Margot Robbie est la 16e Jane Porter.

## Synopsis
Au XIXe siècle (vers 1890), le comte de Greystoke (Alexander Skarsgård) vit depuis une dizaine d'années à Londres, avec son épouse Jane Porter (Margot Robbie). Le Parlement britannique a besoin d'un émissaire dans les jungles de l'Afrique équatoriale et l'aristocrate est sollicité en raison de son passé et de celui qu'il a été : Tarzan. Il devra combattre le capitaine Rom (Christoph Waltz), un redoutable militaire belge.
Parmi ses alliés, le seigneur de la jungle pourra compter sur sa femme et George Washington Williams (Samuel L. Jackson), un pasteur afro-américain qui s'oppose fermement à la colonisation du Congo.

## Fiche technique
Sauf indication contraire, les informations mentionnées dans cette section peuvent être confirmées par la base de données cinématographiques IMDb,  présente dans la section « Liens externes ».
- Titre original : The Legend of Tarzan
- Titre français : Tarzan
- Titre québécois : La légende de Tarzan
- Réalisation : David Yates
- Scénario : Stuart Beattie, Craig Brewer, John Collee, Adam Cozad, d'après les personnages d'Edgar Rice Burroughs
- Direction artistique : Stuart Craig
- Décors : James Hambidge et Anna Pinnock
- Costumes : Ruth Myers
- Montage : Mark Day
- Musique : Rupert Gregson-Williams
- Photographie : Henry Braham
- Production : David Barron, Mike Richardson, Alan Riche, Jerry Weintraub et David Yates
- Sociétés de production : Dark Horse Entertainment, Jerry Weintraub Productions, Riche Productions, Village Roadshow Pictures et Warner Bros.
- Société de distribution : Warner Bros.
- Budget : 180 millions $
- Pays de production :  États-Unis
- Langue originale : anglais
- Format : couleur — 2,35:1 — son Dolby numérique
- Genre : aventures
- Durée : 110 minutes
- Dates de sortie :
  - États-Unis : 1er juillet 2016
  - France : 6 juillet 2016
  - Gabon : 15 juillet 2016

## Distribution
- Alexander Skarsgård (VF : Valentin Merlet ; VQ : Frédérik Zacharek) : John Clayton III, Lord Greystoke / Tarzan
- Margot Robbie (VF : Dorothée Pousséo ; VQ : Catherine Brunet) : Jane Porter / Jane Clayton
- Christoph Waltz (VF : Christian Gonon ; VQ : Daniel Picard) : le Capitaine Léon Rom
- Simon Russell Beale (VF : Richard Leblond ; VQ : Jean-Marie Moncelet) : M. Frum
- Samuel L. Jackson (VF : Thierry Desroses ; VQ : Éric Gaudry) : George Washington Williams
- Sidney Ralitsoele (VF : Jean-Baptiste Anoumon) : Wasimbu
- Yule Masiteng (VF : Pascal Nzonzi ; VQ : Widemir Normil) : le chef Muviro
- Djimon Hounsou (VF : Frantz Confiac ; VQ : Marc-André Bélanger) : le chef Mbonga
- Casper Crump (VF : Jérémie Covillault) : le Capitaine Kerchover
- Jim Broadbent (VF : Jean-Claude Donda ; VQ : Hubert Fielden) : Premier Ministre
- Ben Chaplin : Capitaine Moulle
- Ella Purnell : Jane Porter, jeune
- Rory J. Saper : Tarzan, jeune 18 ans
- Christian Stevens : Tarzan, jeune 5 ans
- Genevieve O'Reilly : la mère de Tarzan
- Hadley Fraser : le père de Tarzan

Sources et légende : Version française sur AlloDoublage ; Version québécoise sur Doublage Québec

## Production

### Genèse et développement
En 2003, John August est chargé d'écrire une version moderne de Tarzan pour Warner Bros. et Jerry Weintraub Productions. En décembre 2006, Warner Bros. confirme le développement d'un film Tarzan inspiré de l'œuvre d'Edgar Rice Burroughs, avec Jerry Weintraub comme producteur, Guillermo del Toro comme réalisateur et John Collee comme scénariste. En septembre 2008, Variety révèle que Stephen Sommers est en négociation pour réaliser le film, qu'il devrait coécrire avec Stuart Beattie.
En octobre 2010, il est annoncé que Stephen Sommers a finalement quitté le projet. Le projet est relancé en mai 2011. La Warner charge Craig Brewer et Adam Cozad d'écrire plusieurs ébauches de scripts. En juin 2011, Craig Brewer confirme qu'il réécrit le script de Tarzan et qu'il réalisera le film. En juin 2012, David Yates, Gary Ross ou encore Susanna White sont cependant évoqués pour réaliser Tarzan. En novembre 2012, David Yates, réalisateur de plusieurs films de la saga Harry Potter, est finalement confirmé.
En avril 2013, il est annoncé que le studio a mis en pause la production en raison de l'important budget, et qu'elle débutera finalement en 2014. Village Roadshow Pictures rejoint ensuite la production.

### Attribution des rôles
| |  |  |
| Les acteurs principaux Alexander Skarsgard et Margot Robbie, ici au San Diego Comic-Con, interprètent respectivement Tarzan et Jane Porter. |  |  |

En août 2012, il est rapporté que le nageur Michael Phelps est en contact pour interpréter Tarzan et ainsi faire ses débuts d'acteur, comme Johnny Weissmuller dans les films Tarzan dans les années 1930 et 1940. En novembre 2012, la Warner préfère se tourner vers des acteurs comme Tom Hardy, Henry Cavill et Charlie Hunnam,. Alexander Skarsgård est finalement choisi par David Yates.
En mars 2013, David Yates souhaite Jessica Chastain pour incarner Jane Porter. En septembre 2013, Christoph Waltz est en contact pour incarner l'antagoniste principal.
Le studio envisage Margot Robbie ou Emma Stone pour jouer Jane Porter. Emma Watson, Sarah Bolger, Georgina Haig, Lucy Hale, Lyndsy Fonseca, Eleanor Tomlinson, Gabriella Wilde, Lucy Boynton ou Cressida Bonas sont également considérées. Margot Robbie est confirmée en janvier 2014.

### Tournage
Le tournage débute le 30 juin 2014 dans les Warner Bros. Studios Leavesden dans le Hertfordshire, au Royaume-Uni,. Il a également lieu dans le Windsor Great Park dans le Berkshire, à Kedleston Hall dans le Derbyshire, à Londres ainsi qu'à Gwynedd au Pays de Galles. Une partie du tournage s'est également déroulée dans la forêt tropicale du Gabon.
Le tournage s'achève en octobre 2014.

## Sortie

### Promotion
La première bande-annonce est dévoilée le 10 décembre 2015 par Warner Bros..

## Accueil

### Critiques
Tarzan a reçu des avis mitigés de la part des critiques. Sur le site d'agrégateur Rotten Tomatoes, le film a obtenu un taux d'approbation de 36 %, basé sur 241 critiques, avec une note moyenne de 5,07⁄10. Le consensus critique du site Web se lit comme suit: "Tarzan a plus en tête que de nombreux films mettant en vedette le personnage classique, mais cela ne suffit pas pour compenser son intrigue générique ou son rythme lent". Sur Metacritic, le film a un score de 44⁄100 basé sur 41 critiques indiquant "des critiques mitigées ou moyennes". Les spectateurs interrogés par CinemaScore ont attribué au film une note moyenne de "A–" sur une échelle de A + à F.

### Box-office
| Pays ou région    | Box-office        | Date d'arrêt du box-office | Nombre de semaines |
| ----------------- | ----------------- | -------------------------- | ------------------ |
| États-Unis Canada | 126 643 061 $     | 15 septembre 2016          | 11                 |
| France            | 1 374 249 entrées | 6 septembre 2016           | 9                  |
| Total mondial     | 356 743 061 $     | 24 octobre 2016            | 16                 |